# Telegonia
Telegonia (z gr. τῆλε „daleko” i γονος „potomstwo”) – pseudonaukowa teoria dziedziczenia, według której samce mogą wpływać nie tylko na cechy swojego genetycznego potomstwa, lecz także na cechy kolejnych potomków tej samej samicy pochodzących od innych samców. Termin do nauk biologicznych został wprowadzony przez Augusta Weismanna w The Germ-Plasm w rozdziale zatytułowanych „Doubtful phenomena of heredity” i odnosił się do zjawiska opisanego jako infekcja zarodka.
W XIX wieku istnienie zjawiska telegonii było dość szeroko akceptowane przez naukowców. Opisywali je tak znani naukowcy jak Charles Darwin, Herbert Spencer czy John Romanes. Rozważania dotyczyły zarówno człowieka, jak i zwierząt. Do zwiększenia zainteresowania zjawiskiem przyczynił się opis hodowli mieszańców prowadzonej przez Lorda Mortona. W dziele The variation of animals and plants under domestication w 1868 Darwin opisał jak po pokryciu klaczy konia przez samca kwaggi powstało potomstwo podobne do ojca. Klacz została następnie pokryta przez konia rasy arabskiej, co zakończyło się urodzeniem potomstwa z cechami kwaggi. Jako wytłumaczenie zjawiska Darwin zaproponował teorię pangenezy. Szereg doświadczeń przeprowadzonych przez kolejnych naukowców nie potwierdziło obserwacji Mortona. Środowisko naukowców podchodziło sceptycznie do możliwości istnienia zjawiska telegonii, co w połączeniu ze sprzecznością z nowocześnie rozumianymi prawami Mendla doprowadziło do uznania idei za skompromitowaną.
Koncepcja pojawiła się powtórnie w nauce po doświadczeniach na Telostylinus angusticollis. Oświadczono, że w doświadczeniu pierwszy z kryjących samicę samców miał wpływ także na wielkość potomstwa drugiego samca. Doświadczenie rzekomo potwierdziło obecność genów płodu we krwi matki, możliwość penetracji komórek somatycznych przez plemniki oraz możliwość wywoływania zmian genomu przez cząsteczki RNA. Za przyczynę obserwowanego zjawiska uznano nie czynniki genetyczne, lecz składniki nasienia pierwszego samca. Stworzona na podstawie doświadczenia hipoteza była jednak oparta na przed-Mendlowskich przekonaniach o regułach dziedziczenia epigenetycznego. Dlatego przez badaczy jest uważana za kontrowersyjną. 